# Friede von Lodi

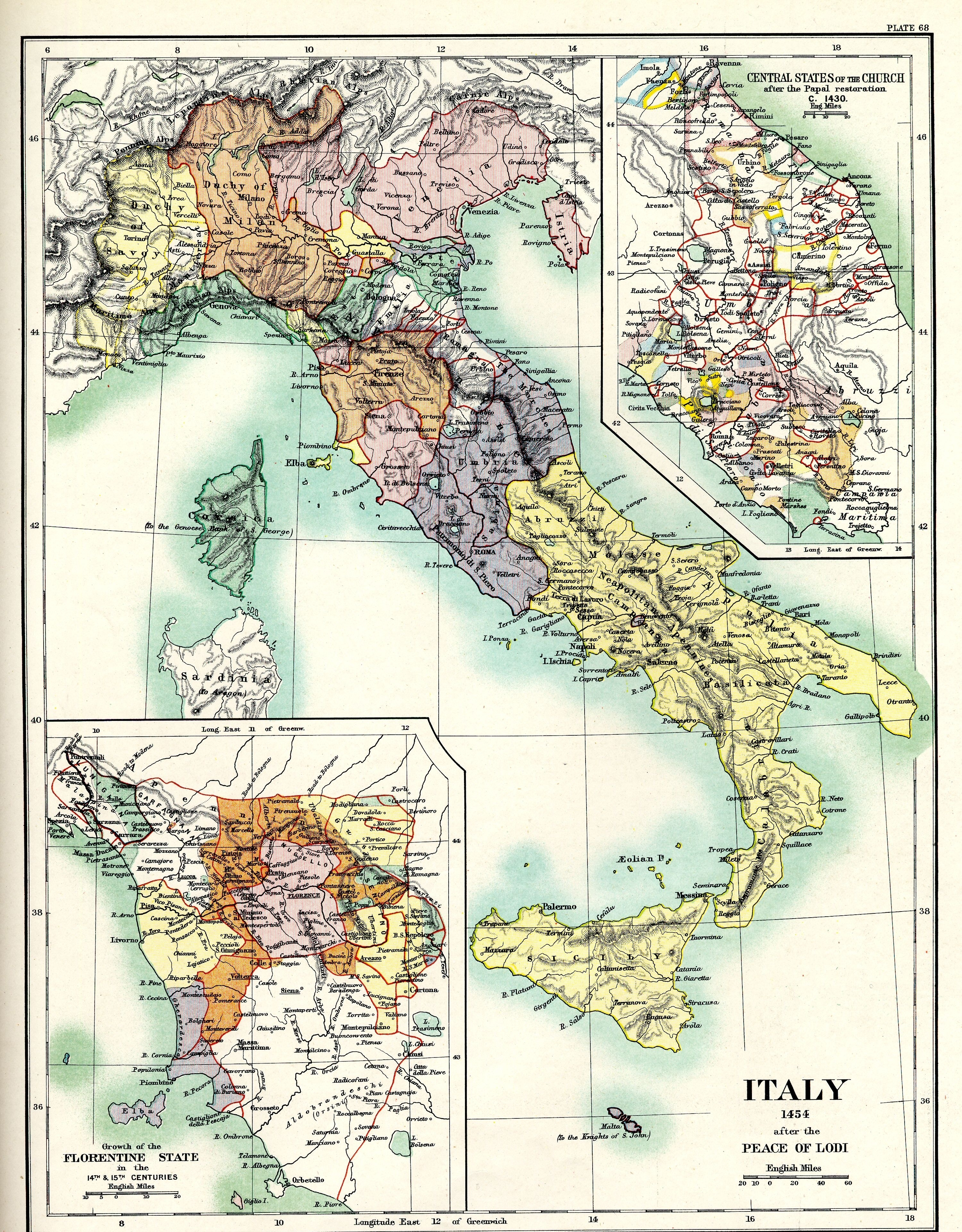
Italien nach dem Frieden von Lodi (1454)

Der Frieden von Lodi war ein am 9. April 1454 geschlossener Vertrag zwischen dem Herzog von Mailand und der Republik Venedig. Er beendete längere kriegerische Auseinandersetzungen zwischen den Venezianern und Herzog Francesco Sforza, der 1447 nach dem Aussterben der Visconti die Macht in Mailand übernommen hatte. Benannt wurde der Vertrag nach der Stadt Lodi, wo er unterzeichnet wurde.

## Vorgeschichte
Nach dem Erlöschen der Dynastie der Visconti befand sich das Herzogtum Mailand in Auflösung. Viele Städte, unter ihnen auch Mailand selbst, versuchten ihre Unabhängigkeit wiederzugewinnen. Die Republik Venedig unterstützte diese Entwicklungen, bedeutete dies doch, dass an der Westgrenze ihrer Terraferma der mächtigste Gegner von der Landkarte verschwinden würde. Francesco Sforza, der mit der Erbtochter des letzten Viscontiherzogs Filippo Maria verheiratet war, konnte in Mailand selbst die so genannte Ambrosianische Republik zerschlagen und durch verschiedene Kriegszüge den Bestand des Herzogtums sichern. Aber erst im März 1450 erreichte er die offizielle kaiserliche Anerkennung als Herzog von Mailand. Venedig fand sich damit nicht ab und es kam zum offenen Krieg zwischen der Republik und Francesco Sforza, der vier Jahre später mit dem Frieden von Lodi endete.

## Der Vertrag
Venedig erkennt Francesco I. Sforza als Herzog von Mailand an und erhält dafür die Stadt Crema. Der Fluss Adda bildete für mehr als 300 Jahre die Grenzlinie zwischen Venedig und Mailand.

## Auswirkungen
Durch die Beilegung des Konflikts zwischen den beiden bedeutendsten Staaten im Norden Italiens wurden die Voraussetzungen für ein gleichwohl fragiles Gleichgewicht in ganz Italien geschaffen, das für mehrere Jahrzehnte den Frieden bewahrte. Zunächst einmal mussten verschiedene Kleinstaaten (Savoyen, Genua, Mantua und Ferrara), die im Schatten Venedigs agiert hatten, ihre Ambitionen auf Gebietsgewinne in der Lombardei aufgeben. 
Florenz, das erst mit Venedig verbündet gewesen war, dann aber an die Seite Francesco Sforzas trat, wurde im August 1454 durch den Abschluss eines dreiseitigen Vertrags in die Friedensordnung einbezogen. Wenig später traten auch der Papst und das Königreich Neapel dem Vertrag bei. Die so entstandene Pentarchie der fünf größten italienischen Staaten zerbrach endgültig 1494, als König Karl VIII. von Frankreich in Italien einmarschierte. Schon 1482 aber war es erneut zu kriegerischen Konflikten zwischen den italienischen Staaten gekommen, die sich an der Nachfolge im Herzogtum Ferrara entzündet hatten.